# Pablo Paz
Pablo Ariel Paz (Bahía Blanca, 27 de Janeiro de 1973) é um ex-jogador profissional argentino, medalhista olímpico.

## Carreira
Paz passou por clubes como Newell's Old Boys, CA Banfield, e os espanhóis CD Tenerife e Real Valladolid, em seu retorno a Argentina foi jogar pelo CA Independiente.

## Clubes
| Temporada | Clube            | Liga                         |
| --------- | ---------------- | ---------------------------- |
| 1992-1995 | Newells Old Boys | Primera División Argentina   |
| 1995-1996 | Banfield         | Primera División Argentina   |
| 1997-2000 | CD Tenerife      | Primera División Espanha     |
| 2001      | Everton FC       | Premier League               |
| 2001-2002 | CD Tenerife      | Primera División Espanha     |
| 2003      | Independiente    | Primera División Argentina   |
| 2003-2004 | Real Valladolid  | Primera División Espanha     |
| 2005      | Castillo CF      | Segunda División B espanhola |